# Арнольд, Максимилиан Юрьевич
Максимилиа́н Юрьевич (Георгиевич) Арно́льд (1838—1897) — русский архитектор, техник-строитель, профессор архитектуры.

## Биография
Родился в Тамбовской губернии в семье обер-офицера. В 1856 году окончил Петербургское строительное училище со званием архитекторского помощника. Получил чин коллежского секретаря. В 1856 году назначен на должность помощника архитектора строительно-дорожной комиссии Нижегородской губернии, командирован для изыскательных работ по прокладке железной дороги между Волгой и Доном.
20 марта 1857 года зачислен в главное строительное управление МВД в Санкт-Петербурге, принимал участие в постройке нового шпиля над колокольней Петропавловского собора в Санкт-Петербурге.
В 1858 году назначен помощником архитектора строительной и дорожной компании в Нижегородской губернии. С 1862 года помощник архитектора 1-го окружного техническо-строительного комитета МВД, принимал экзамены у техников-строителей. К 1868 году получил чин коллежский асессор. В 1860-х годах занимался строительством ряда зданий для Московско-Курской железной дороги, в том числе возвёл деревянное здание Нижегородского вокзала в Москве.
С 1872 года возглавлял кафедру истории архитектуры в Строительном училище и Инженерной академии Санкт-Петербурга. В 1873 году за научную деятельность был удостоен звания инженера-архитектора.
Во время Русско-турецкой войны — сотрудник уполномоченного по строительству лазаретов в тылу действующей армии. Руководил строительством нескольких зданий для учреждений Красного Креста. В 1874—1877 годах заканчивал постройку храма Св. Владимира в Херсонесе по проекту архитектора Д. И. Гримма.
По рекомендации архитектора А. К. Бруни в 1880 году направлен в Томск для сооружения здания Томского университета (1880—1881). Был отстранен от работ. В 1880 году ему было поручено также восстановление обрушившегося в 1850 году Троицкого кафедрального собора.
В 1883—1884 годах — на должности городского архитектора города Красноярска.
В 1880-х годах строил лютеранскую церковь в Тарту совместно с И. С. Китнером и В. А. Шрётером.
Переведён в Забайкалье. До 1888 года состоял в должности младшего архитектора Забайкальской казённой палаты. С 1888 года — заведующий 2-м отделением казённой палаты Читы. В 1890—1893 годах входил в комиссию по постройке здания почты и телеграфа. Участвовал в проектировке и строительстве винной монополии акцизного управления, Триумфальной арки.
В Севастополе к 1890 году было закончено по его проекту здание Яхт-клуба.
Писал статьи по вопросам строительной механики для журнала «Зодчий». Почётный мировой судья. Являлся членом Петербургского общества архитекторов.
Умер в Чите 24 февраля (8 марта) 1897 года.
Был женат дважды: сначала на Надежде Андреевне Загуляевой, затем — на Ольге Никаноровне Ильинской (1852—1932).

## Основные проекты
- Нижегородский вокзал (1860—1861, Москва), не сохранился;
- Дом художника (1876, Севастополь);
- Владимирский собор (Херсонес Таврический), по проекту Д. И. Гримма (1874—1877, Севастополь);
- Здание женской гимназии (1882, Красноярск, пр. Мира, 83),  памятник архитектуры;
- Торговый дом Н. Г. Гадалова (1884, Красноярск, пр. Мира, 88),  памятник архитектуры;
- Здание мужской гимназии, совместно с Е. Н. Александровым (1889—1891, Красноярск, ул. Ленина, 70),  памятник архитектуры;
- Лютеранская церковь, совместно с И. С. Китнером и В. А. Шрётером (1880-е, Тарту);
- Здания почтово-телеграфной конторы (1893, Чита).